# Château de Bayac
Le château de Bayac est un château français du XIVe siècle implanté sur la commune de Bayac, dans le département de la Dordogne, en région Nouvelle-Aquitaine.
Il fait l'objet d'une inscription au titre des monuments historiques.

## Présentation
Le château de Bayac est bâti à mi-côte sur la rive gauche de la Couze à l'est du village de Bayac. Il ne conserve aujourd'hui des constructions du XIVe siècle que deux tours qui surplombent la vallée. dont l'une crénelée, semblable à un donjon, abrite encore « la chambre de la Reine », Aliénor d'Aquitaine, à laquelle on accède par un escalier en pierre à vis monumentale. L'une de ces tours à mâchicoulis est flanquée d'une échauguette coiffée et encastrée. La tour circulaire du XVIe siècle[réf. nécessaire] et le corps du logis construit au XVIIIe puis au XIXe siècle, ont fait perdre à l'ensemble son allure défensive initiale.

## Historique
Bayac formait autrefois une châtellenie qui appartenait depuis le XIVe siècle aux archevêques de Bordeaux. À une époque indéterminée, une demoiselle de Turenne, inspirée par le désir du monarque d'alors, fait céder cette terre à la maison de Grailly.
Cette terre de Bayac devient plus tard la propriété des seigneurs de Serval, du château de Couze. Un peu plus tard encore, une famille de Bosredon, d'Auvergne, détache un de ses membres pour venir épouser à Bayac une héritière des Serval. Et ce Bosredon ou ses descendants sont mêlés aux guerres de Religion qui désolent la France sous les règnes des fils de Henri II.
Successivement, les Anglais, les huguenots et le sire de Bannes détruisent largement l'édifice. Le coup fatal étant porté le 27 janvier 1580, le capitaine protestant, Chaus de Monsac, s'empare par surprise du château de Bayac, massacre le propriétaire Pierre de Bosredon et, après avoir pillé le château, s'empare de Couze et s'y fortifie.
En 1635, un membre de la famille de Losse épouse une Bosredon et fonde une seconde branche des Losse. Celle-ci n'a aucun de ses membres émigrés pendant la Révolution. Elle est alors représentée par le colonel de Losse, son frère ainé, religieux au couvent de Trappe et Jean-Albert, capitaine de cavalerie, mort sans alliance.  
Tous trois, pendant la Révolution, vivent paisiblement au château de Bayac et le colonel de Losse est plusieurs fois élevé, par le suffrage de ses concitoyens, à la fonction de maire de Bayac et nommé agent municipal de cette commune pour la représenter à la municipalité cantonale de Lalinde. En effet on voit figurer son nom, Losse, au bas de maintes délibérations de cette assemblée. Et le 30 pluviôse an IV (31 janvier 1795) prête à Lalinde en même temps que le citoyen de Losse, serment de haine à la royauté et d'attachement inviolable à la République. Son descendant, Henri de Losse, assure le mandat de maire de la commune jusqu'en 1904. Les familles Armant, Hulin et Ossul se succèdent alors rapidement au château.
Vers 1925, Gaboriot, Parisien et directeur du journal l'Ère nouvelle et très introduit dans les milieux politiques devient le châtelain. Le château de Bayac devient alors le séjour de prédilections de nombreuses personnalités des IIIe et IVe Républiques. Présidents du Conseil, chefs de cabinets ministériels défilent : Daladier, Painlevé, Reynaud, etc. Personnage fortuné, Gaboriot séjourne au château trois ou quatre mois de l'année. Il y mène grand train de vie. Dans les derniers mois de la guerre, le Général Gamelin vient se réfugier plusieurs mois chez Gaboriot. Le château est assiégé par la Garde Mobile, Gamelin y est arrêté et conduit à la prison de Riom.
Gaboriot meurt dès la fin de la guerre. Sa veuve vend alors le château à un homme du Nord, monsieur Dubois, ébloui par le nombre d'hectares rattaché à la demeure (environ 80 ha). Il ne peut faire face à l'entretien d'une telle propriété et en 1957, il revend le château et la plupart des terres à la ville de Paris. L'AGOSPAP (Association pour la gestion des œuvres sociales du personnel des administrations parisiennes) transforme alors le lieu en un centre de colonie de vacances de la ville de Paris.
Les façades, les toitures ainsi que la tour circulaire sont inscrites au titre des monuments historiques  par arrêté du 5 novembre 1970.
En juillet 1998, un spectacle son et lumière est présenté par les enfants de la colonie, retraçant l'histoire du château. Fin 2010, il est proposé à la vente.